# Stanisław Budzik
Stanisław Benedykt Budzik (ur. 25 kwietnia 1952 w Łękawicy) – polski duchowny rzymskokatolicki, doktor habilitowany nauk teologicznych, rektor Wyższego Seminarium Duchownego w Tarnowie w latach 1998–2004, biskup pomocniczy tarnowski w latach 2004–2011, sekretarz generalny Konferencji Episkopatu Polski w latach 2007–2011, arcybiskup metropolita lubelski od 2011.

## Życiorys
Urodził się 25 kwietnia 1952 w Łękawicy. Egzamin dojrzałości zdał w 1971 w I Liceum Ogólnokształcącym im. Kazimierza Brodzińskiego w Tarnowie. W latach 1971–1977 odbył studia filozoficzno-teologiczne w Instytucie Teologicznym w Tarnowie i formację kapłańską w miejscowym Wyższym Seminarium Duchownym. W 1977 uzyskał magisterium z teologii na Katolickim Uniwersytecie Lubelskim. Święceń prezbiteratu udzielił mu 29 maja 1977 Jerzy Ablewicz, biskup diecezjalny tarnowski. Inkardynowany został do diecezji tarnowskiej. W 1982 rozpoczął studia specjalistyczne w zakresie dogmatyki na Wydziale Teologicznym Uniwersytetu w Innsbrucku, które ukończył w 1988 z doktoratem. Habilitację z nauk teologicznych uzyskał w 1997 na Wydziale Teologicznym Papieskiej Akademii Teologicznej w Krakowie na podstawie dysertacji Dramat odkupienia. Kategorie dramatyczne w teologii na przykładzie R. Girarda, H.U. von Balthasara i R. Schwagera.
W latach 1977–1980 był wikariuszem w parafii Matki Boskiej Bolesnej w Limanowej, następnie w latach 1980–1982 w parafii katedralnej Narodzenia Najświętszej Maryi Panny w Tarnowie. Od 1986 do 1989 pełnił funkcję kapelana w domu generalnym sióstr miłosierdzia w Innsbrucku. W 1989 po powrocie do diecezji tarnowskiej ze studiów doktoranckich został na cztery miesiące wikariuszem w parafii św. Maksymiliana w Tarnowie. Od 1989 do 1990 był dyrektorem nowo utworzonej diecezjalnej Caritas. W latach 1990–1995 był pierwszym dyrektorem Wydawnictwa Diecezji Tarnowskiej „Biblos”, organizując jego funkcjonowanie. Wydawnictwem ponownie kierował w latach 1997–1998. Pełnił również funkcję rzecznika prasowego biskupa tarnowskiego Józefa Życińskiego (1993–1997), a także wchodził w skład rady programowej Radia Dobra Nowina. Wszedł w skład rady kapłańskiej i kolegium konsultorów diecezji tarnowskiej. Pracował w Konferencji Episkopatu Polski – w latach 1990–1994 jako sekretarz Komisji ds. Wydawnictw Katolickich, następnie w latach 1996–2004 jako konsultor Rady ds. Apostolstwa Świeckich. W 1999 został mianowany kanonikiem gremialnym Kapituły Katedralnej w Tarnowie, a w 2001 wybrano go na jej prepozyta. W tym samym roku został obdarzony godnością kapelana Jego Świątobliwości.
W latach 1989–2011 wykładał teologię dogmatyczną w Wyższym Seminarium Duchownym w Tarnowie, gdzie w latach 1998–2004 piastował stanowisko rektora. Pracował również na Papieskiej Akademii Teologicznej w Krakowie. W latach 1997–2004 na tamtejszym Wydziale Teologicznym prowadził w ramach kursu licencjacko-doktorskiego wykłady z teologii dogmatycznej. W latach 1998–2004 był kierownikiem Katedry Dogmatyki tego wydziału, zaś w latach 2001–2005 kierownikiem Sekcji Papieskiej Akademii Teologicznej w Tarnowie. W 2002 otrzymał stanowisko profesora nadzwyczajnego Papieskiej Akademii Teologicznej.
24 lutego 2004 papież Jan Paweł II mianował go biskupem pomocniczym diecezji tarnowskiej i biskupem tytularnym Hólaru. Święcenia biskupie otrzymał 3 kwietnia 2004 w tarnowskiej katedrze. Udzielił mu ich Wiktor Skworc, biskup diecezjalny tarnowski, z towarzyszeniem Józefa Życińskiego, arcybiskupa metropolity lubelskiego, i arcybiskupa Józefa Kowalczyka, nuncjusza apostolskiego w Polsce. Jako zawołanie biskupie przyjął słowa „In virtute crucis” (W mocy krzyża). W 2004 został wikariuszem generalnym diecezji oraz przewodniczącym Diecezjalnej Komisji Kaznodziejskiej.
26 września 2011 papież Benedykt XVI mianował go arcybiskupem metropolitą lubelskim. Ingres do archikatedry św. Jana Chrzciciela i św. Jana Ewangelisty w Lublinie odbył 22 października 2011. Jako arcybiskup metropolita lubelski objął urząd wielkiego kanclerza Katolickiego Uniwersytetu Lubelskiego Jana Pawła II. 29 czerwca 2012 otrzymał z rąk papieża paliusz. W 2019 zwołał III Synod Archidiecezji Lubelskiej.
W strukturach Konferencji Episkopatu Polski był w latach 2004–2006 członkiem Rady ds. Apostolstwa Świeckich. Od 2004 do 2007 pełnił funkcję delegata ds. Ruchu Światło-Życie. W czerwcu 2007 został wybrany sekretarzem generalnym Episkopatu Polski, stanowisko zajmował od sierpnia 2007 do listopada 2011. Jednocześnie z urzędu wszedł w skład Rady Stałej oraz Komisji Wspólnej Przedstawicieli Rządu RP i KEP. Decyzją papieża Benedykta XVI na czas sekretarzowania został zwolniony z obowiązku rezydencji w diecezji tarnowskiej oraz wykonywania zadań biskupa pomocniczego diecezji. Jako sekretarz generalny przyczynił się do opracowania nowego statutu KEP, podpisania nowych porozumień z Telewizją Polską i Polskim Radiem, a także do zawarcia ugody między Polskim Autokefalicznym Kościołem Prawosławnym a Kościołem greckokatolickim w Polsce w sprawie powrotu niektórych dóbr spornych. Od 2010 pracował w ramach Zespołu do Rozmów z Rosyjskim Kościołem Prawosławnym. W latach 2010–2018 był przewodniczącym Kościelnej Komisji Konkordatowej. W 2011 został wybrany członkiem, a następnie przewodniczącym rady programowej Katolickiej Agencji Informacyjnej. W latach 2012–2022 ponownie zasiadał w Radzie Stałej Konferencji Episkopatu Polski, tym razem z wyboru jako biskup diecezjalny. W 2014 dołączył do Rady Ekonomicznej, w 2019 został przewodniczącym Komisji Rewizyjnej i przewodniczącym Komisji Nauki Wiary, w 2020 ponownie wszedł w skład Komisji Wspólnej Przedstawicieli Rządu RP i KEP, a w 2023 objął funkcję przewodniczącego Zespołu ds. Kontaktów z Konferencją Episkopatu Niemiec. W 2021 papież Franciszek mianował go członkiem Kongregacji ds. Edukacji Katolickiej, a w 2023 Dykasterii ds. Kultury i Edukacji.
W 2020 konsekrował biskupa pomocniczego lubelskiego Adama Baba, a w 2021 był współkonsekratorem podczas sakry biskupa pomocniczego tarnowskiego Artura Ważnego.

## Wyróżnienia
W 2020 otrzymał tytuł doktora honoris causa Uniwersytetu Przyrodniczego w Lublinie.
W 2019 został laureatem nagrody literackiej im. Józefa Łobodowskiego przyznawanej przez lubelski oddział Stowarzyszenia Pisarzy Polskich.

## Publikacje
1. 1997: Maryja w tajemnicy Chrystusa i Kościoła, Biblos, Tarnów
2. 2000: Taka jest wiara Kościoła: wprowadzenie w podstawowe prawdy wiary, Biblos, Tarnów, ISBN 83-87952-47-8.
3. 2014: Wierzę w Boga Ojca: spotkania z Katechizmem Kościoła Katolickiego, Gaudium, Lublin, ISBN 978-83-7548-252-2.
4. 2015: Ufam Synowi Bożemu: spotkania z katechizmem Kościoła Katolickiego, Gaudium, Lublin, ISBN 978-83-7548-222-5.
5. 2017: Kocham dzieło Ducha Świętego: spotkania z katechizmem Kościoła katolickiego, Gaudium, Lublin, ISBN 978-83-7548-275-1.